# Famille Derencsényi
La famille Derencsényi (Derenčin en croate) est une ancienne famille noble hongroise. 

## Origines
Originaire du clan Balog, elle remonte au XIVe siècle où est elle est fixée dans le comté de Gömör. 

## Principaux membres
- Péter (fl. 1323-1344), fils de Miklós Balogi, est vice-voïvode de Transylvanie. Il devient seigneur de Derencsény, dans le comté de Gömör, et prend le nom de Derencsényi.
- Miklós Derencsényi, (fl. 1354–1380), fils du précédent. Il est comte des Sicules de 1377 à 1380.
- Imre Derencsényi (fl. 1394–1434), Ispán (comte-suprême) de Gömör.
- Imre Derencsényi († 11 septembre 1493). Co-Ban (vice-roi) de Croatie, Dalmatie et Slavonie en 1493 avec János Both de Bajna.

## Pour approfondir